# Första världskriget till sjöss

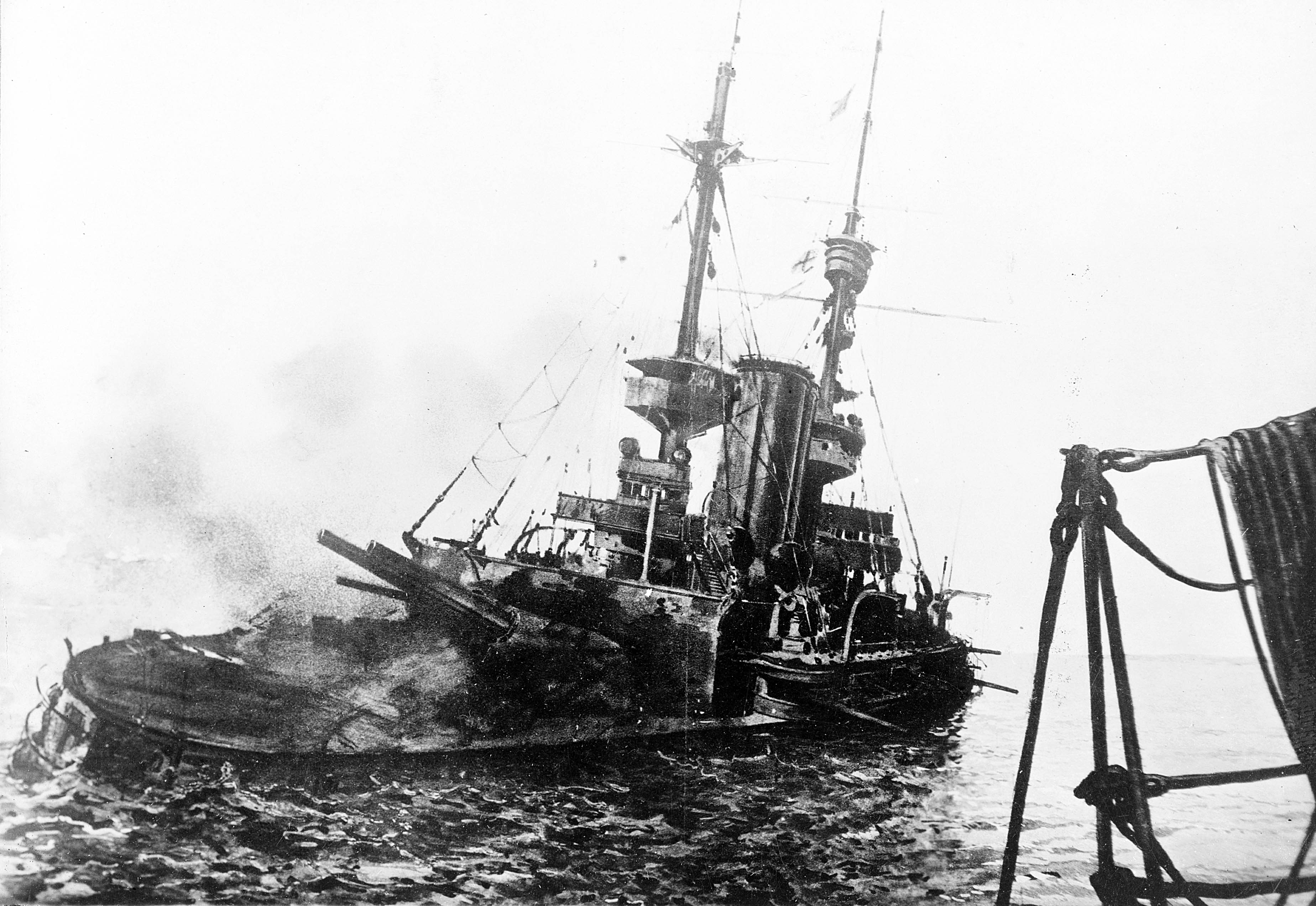
Brittiska slagskeppet har övergivits och sjunker, 18 mars 1915, under slaget vid Gallipoli.

Första världskriget till sjöss karakteriserades av att ententen med sin större flotta och omringade position försökte få till en blockad mot centralmakterna och försöken av centralmakterna att bryta blockaden eller försöka få till en egen blockad mot Storbritannien och Frankrike.

## Förutsättningar
Under åren närmast före första världskrigets utbrott 1914 hade Europas samtliga stormakter bedrivit intensiva rustningar till sjöss; nya, vittomfattande flottprogram hade antagits av Ryssland och Frankrike 1912, av Italien 1913 och av Österrike-Ungern 1914. Den mest iögonfallande ökningen hade dock Tysklands flotta genomgått; på ett årtionde hade denna från sin plats i kön ryckt upp till platsen närmast Storbritannien. Den tyska flottlagen antogs 1900 och erhöll betydelsefulla tillägg 1906, 1908 och 1912. Storbritannien å sin sida hade nödgats frångå såväl sin "tvåmaktsstandard" som sin "två-kölar-mot-en-standard" för att några år före kriget acceptera en så kallad "60-procent-standard", vilken dock 1914 inte var alldeles uppnådd. Redan på ett tidigt stadium i denna kapprustning hade den brittiska ledningen sökt skaka av sig medtävlaren genom att införa dreadnought-typen, men Tyskland hade inte tvekat att omedelbart följa exemplet och att därav dra den konsekvensen att utvidga Kaiser-Wilhelm-Kanalen för de nya, större slagfartygen. Tyska flottans nyskapare, storamiral Alfred von Tirpitz, betonade visserligen, att Tysklands rustningar till sjöss inte var riktade mot Storbritannien - "slagflottan är uteslutande avsedd för försvar av hemlandsfarvattnen" -, men i hela den övriga världen uppfattades den hastiga ökningen av Tysklands maritima styrka efter sekelskiftet såsom ett direkt hot mot det brittiska imperiet. Det är uppenbart, att brittiska flottans koncentrering till hemfarvattnen från 1904–1905 och dess successivt till Englands och Skottlands östkuster förskjutna basering uteslutande föranleddes av den tyska flottlagen och dess tillägg.
När kriget bröt ut befann sig den brittiska flottans huvudstyrka, "The Grand Fleet" under befäl av amiral John Rushworth Jellicoe, i Scapa Flow, Cromarty och Rosyth, medan vissa jagar- och ubåtsförband var stationerade i Harwich och en stark andra flotta, "The Channel Fleet", i Engelska kanalen. Dessutom var eskadrar, huvudsakligen bestående av kryssare, tilldelade Medelhavet, Ostindien, Östasien, Australien, Västindien med flera kolonier.
Tyska flottans huvudstyrka, "Die Hochseeflotte" under befäl av amiral Friedrich von Ingenohl, var samlad i Wilhelmshaven och Cuxhaven, medan ett antal kryssare, jagare och ubåtar var förlagda till Östersjön (Kiel). I Medelhavet befann sig slagkryssaren Goeben och lätta kryssaren Breslau och i Östasien en eskader, vars huvuddel bestod av två större och tre mindre kryssare. Ytterligare tre kryssare var stationerade i Atlanten och i Indiska oceanen. I överensstämmelse med innebörden av engelsk-franska ententen svarade Frankrike för de maritima operationerna i Medelhavet, och franska flottans huvudstyrka under befäl av amiral Augustin Boué de Lapeyrère var baserad på Toulon och Bizerte. Den österrikiska flottans huvudbas var Pola, ryska flottans Kronstadt, Reval och Helsingfors i  Östersjön och Sevastopol i Svarta havet.

## Slagfält

### Nordsjön
Nordsjön var det huvudsakliga slagfältet för ubåtar. Den brittiska flottan lyckade vidmakthålla blockaden mot den tyska handelsflottan. De tyska örlogsfartygen befann sig mest i hamn bakom minfälten och försökte sig ibland på att lura in britterna i strid för att skada dem tillräckligt för att bryta blockaden. Många historiker[källa behövs] hävdar idag att det var blockaden i Nordsjön som till slut tvingade tyskarna att söka vapenvila 1918.

### Engelska kanalen
Trots att det har blivit lite uppmärksammat var flottaktiviteterna i engelska kanalen av yttersta vikt för att kunna underhålla den brittiska armén i Frankrike. Liksom i Nordsjön gällde det att upprätthålla minfält. Det gällde att hålla ytfartyg och särskilt ubåtar på avstånd.

### Atlanten

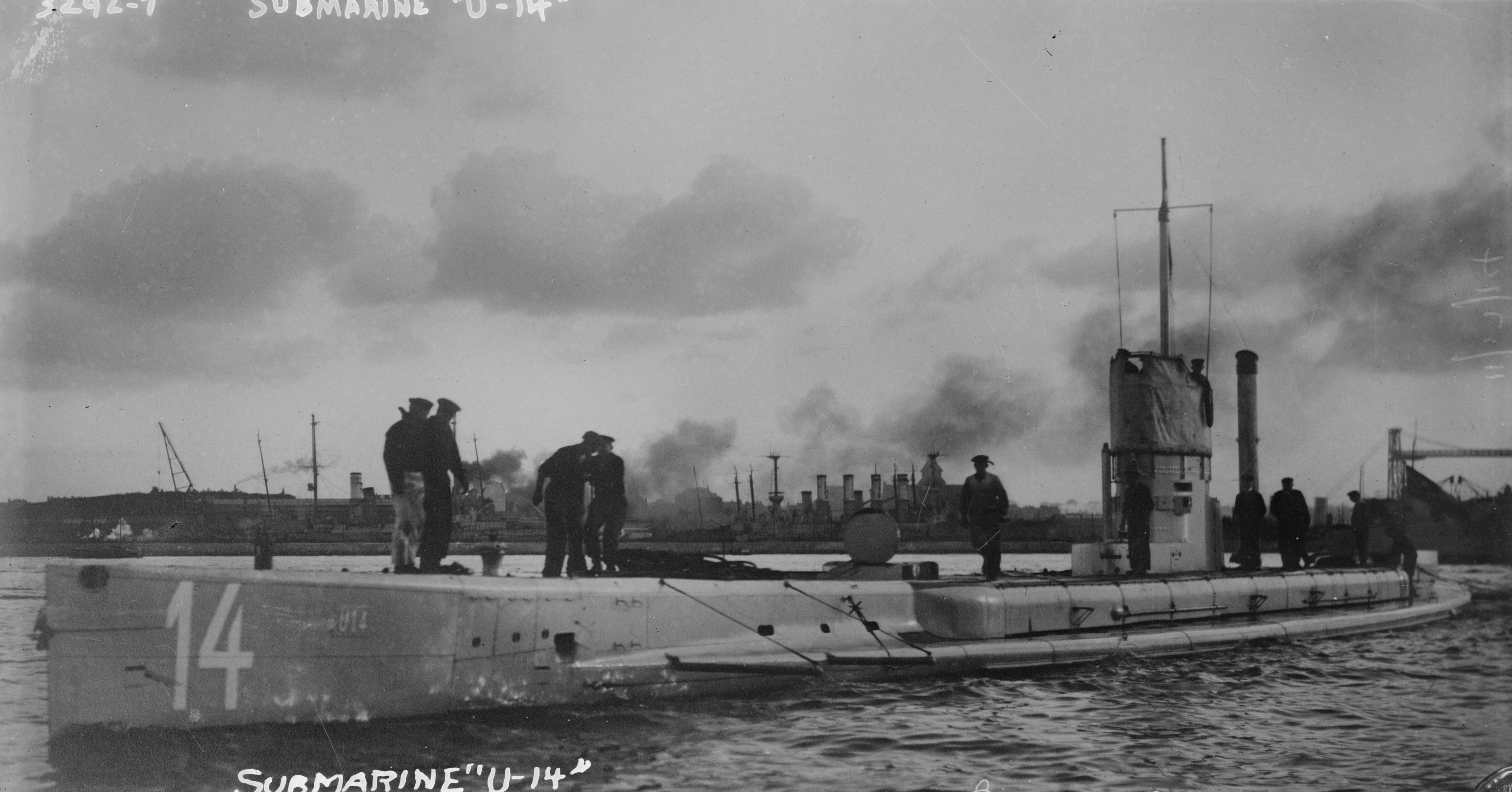
Tyska ubåten U-14

Medan Tyskland besvärades av Storbritanniens blockad, var britterna, som en ö-nation, helt beroende av handel och import. Tyskarna märkte att deras ubåtar, trots att de inte var särskilt effektiva mot örlogsfartyg, var mycket effektiva mot handelsfartyg och man kunde lätt patrullera Atlanten trots att ententens skepp dominerade ytan.
Tyskland försökte använda ubåtarna till att upprätta en marin blockad mot Storbritannien genom att sänka transportskepp, däribland många passagerarfartyg. Ubåtarna var beroende av sin förmåga att dölja sig och kunde inte klara en direktträff från en ytfartyg och kunde därför inte varna innan de attackerade eller plocka upp överlevande. Detta gjorde att de neutrala länder vände sig från centralmakterna och länder som USA led förluster i människoliv och i sin handel. Detta var en av orsakerna till att USA slutligen gick in i kriget.

### Medelhavet
En del begränsade sjöstrider ägde rum mellan Österrike-Ungerns och Tysklands flotta och de allierade Frankrike, Storbritannien, Italien och Japans flottor. Det Osmanska rikets flotta lämnade bara Dardanellerna en gång sent under kriget och fokuserade mest på operationer i Svarta havet.
Den största flottaktionen var det allierade försöket att slå ut trippelententen ur kriget genom en attack på Konstantinopel 1915. Detta försök övergick till Slaget vid Gallipoli vilken blev en allierad förlust.